# Bazzania mascarena
Bazzania mascarena là một loài rêu tản trong họ Lepidoziaceae. Loài này được (Stephani) Herzog miêu tả khoa học lần đầu tiên năm.